# Cymeen
Cymeen (ook wel methylcumeen of isopropyltolueen genoemd) is een organische verbinding met als brutoformule C10H14. De stof is opgebouwd uit een benzeenring met een methylgroep en een isopropylgroep. Er bestaan 3 isomeren:
- o-cymeen
- m-cymeen
- p-cymeen

Structuurformule van o-cymeen
Structuurformule van m-cymeen
Structuurformule van p-cymeen